# Grotta del Bandino

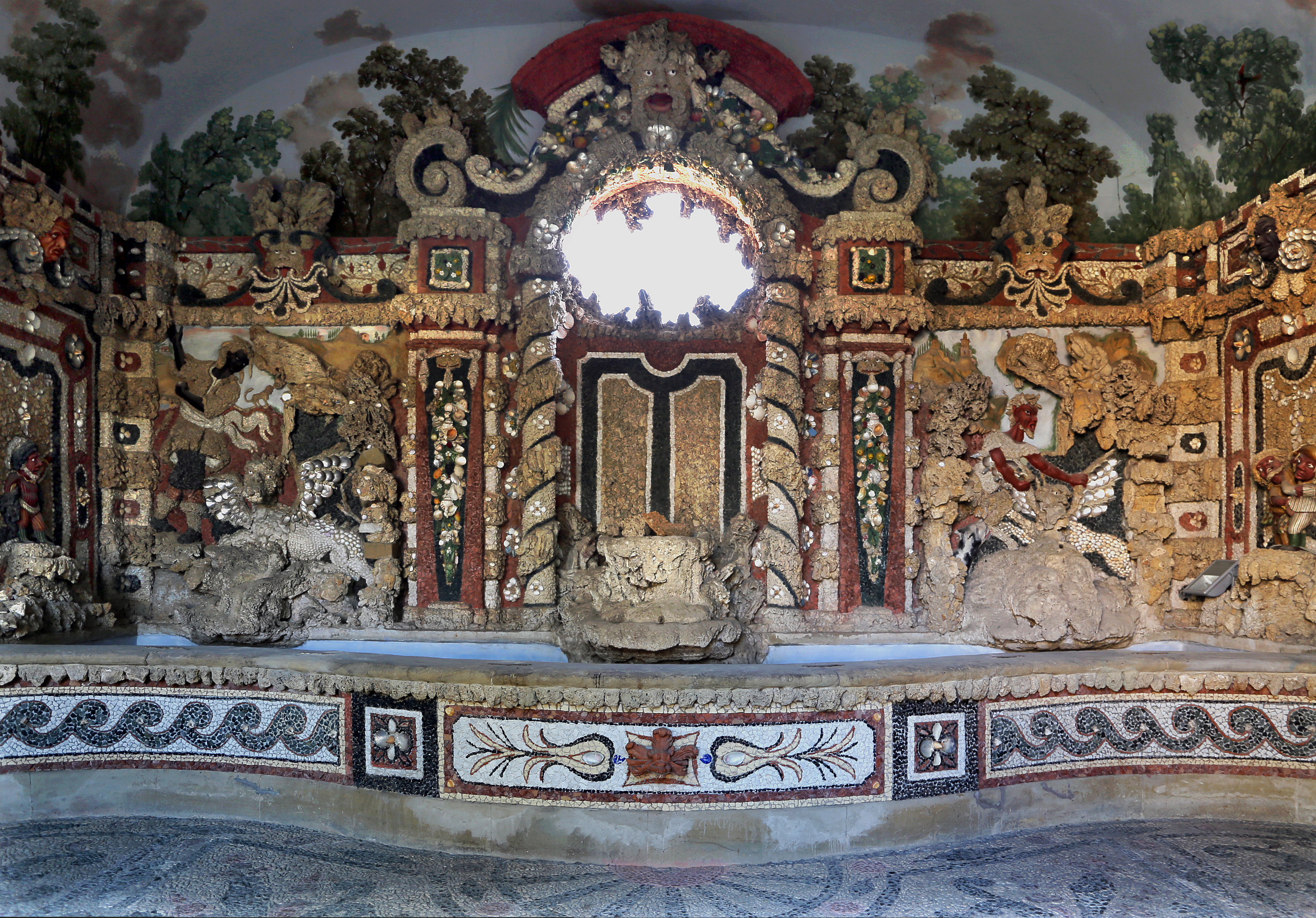
L'interno con il basamento per la statua di Venere e Adone, oggi non più in loco

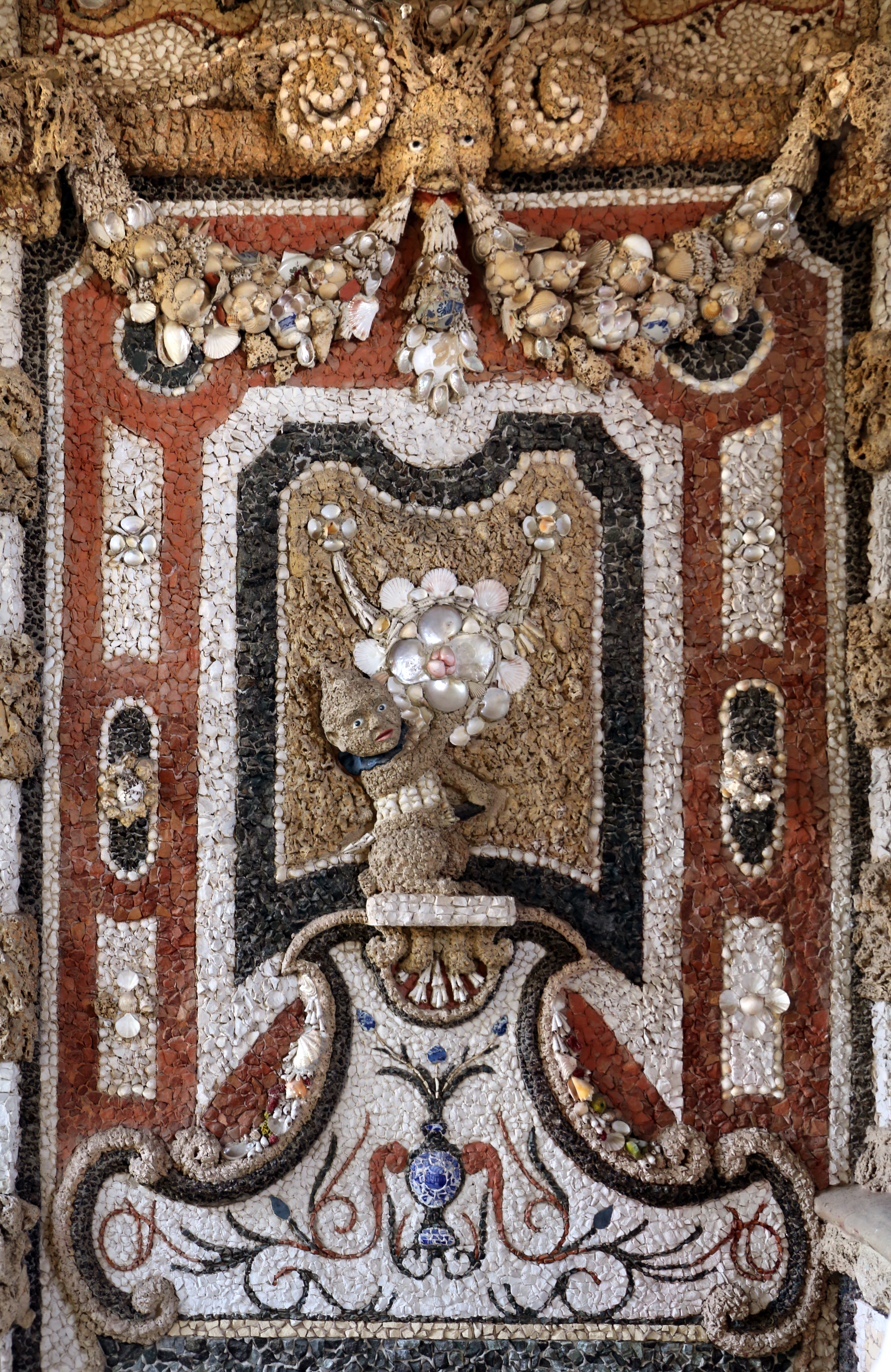
Dettaglio con figura grottesca

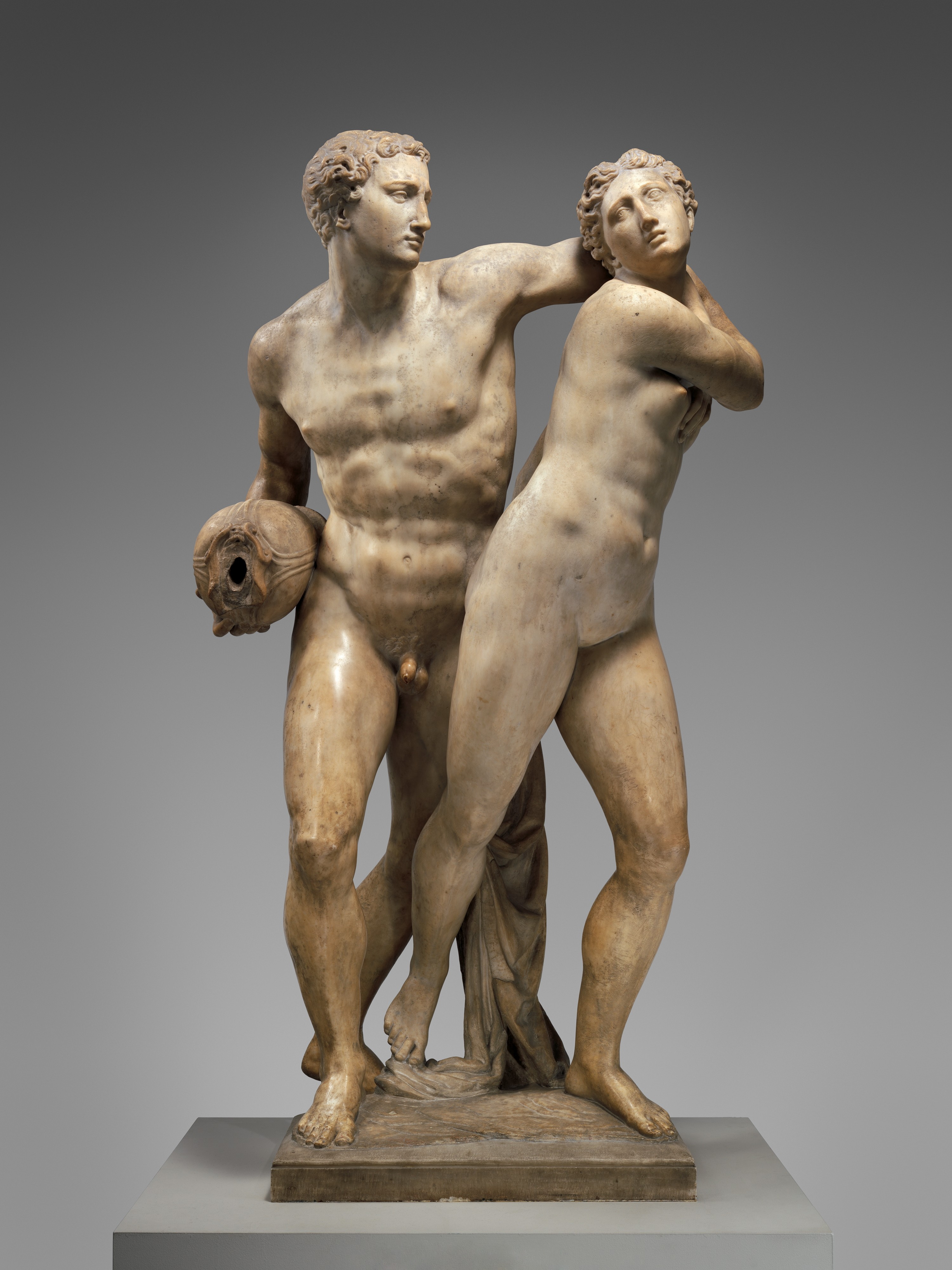
Alfeo e Aretusa di Battista Lorenzi, oggi al MET di New York, dal giardino della Villa del Bandino

La Grotta del Bandino, chiamata anche Ninfeo Niccolini o Bandini o Ninfeo del Giovannozzi, è una fontana monumentale coperta, situata in via del Paradiso 5 nell'antico borgo del Bandino a Gavinana, quartiere di Firenze. Si tratta di una grotta artificiale di proprietà privata, elemento di spicco nell'antico giardino della villa del Bandino, adiacente alla sede della Biblioteca Comunale.

## Storia
La villa venne costruita nel XII secolo e più precisamente nel 1100 ed appartenne originariamente ai Baroncelli. Nel XV secolo passò poi ai Bandini, che diedero il nome all'intero borgo, e la tennero fino al 1624, quando con la morte dell'ultimo discendente, il senatore Giovanni Bandini, essa passò, con tutti i numerosi possedimenti nella zona ai Del Bufalo e, dal 1685, ai Niccolini. Del giardino cinquecentesco dei Bandini non si conosce l'aspetto originario, ma esso doveva essere ricco di pezzi importanti, come la scultura di Battista di Domenico Lorenzi (allievo di Baccio Bandinelli), raffigurante Alfeo e Aretusa e un tempo al centro della vecchia grotta ideata dal Cavaliere Alamanno Bandini, oggi al Metropolitan Museum of Art di New York, venduta al museo nel 1940 dalla famiglia americana Fletcher che aveva vissuto in villa.
I Marchesi Niccolini, fecero costruire nel vecchio giardino "segreto" (cioè murato) dei Bandini, una nuova fontana a loggia o "trogolone" al posto di quella voluta negli anni precedenti da Alamanno Bandini. La nuova Grotta, venne dunque costruita nel 1745 da Giuseppe Menabuoi su commissione dell'abate Marchese Antonio di Filippo di Lorenzo Niccolini. La statua di Alfeo e Aretusa non fu riposizionata sul basamento all'interno della nuova Grotta ma fu spostata in giardino per far posto ad una nuova scultura di Venere e Adone, opera sparita o trafugata durante gli anni della Prima Guerra Mondiale. La statua di Alfeo e Aretusa era stata posta al termine di una fontana con il condotto di acqua sorgente, i cui diritti di sfruttamento erano stati acquistati in quegli anni dagli Alberti. Nel 1746 lo scultore e pittore Giuseppe Giovannozzi con il figlio ed un manovale la decorarono con varie conchiglie marine, mentre il soffitto venne affrescato da Gaspero Puccinelli nel 1791. Lo stemma al centro della facciata è relativo ad Antonio di Filippo di Lorenzo Niccolini.
I Niccolini ne ebbero la proprietà fino al 1830, quando vendettero la villa ormai disabitata a due famiglie: i Biagini e i Consiglio. Poco dopo, nel 1863, il Principe Andrea Corsini, vendette solo un quarto della villa al Comune di Bagno a Ripoli, il quale vi trasferì una scuola educativa per fanciulli. Nel 1941, la Grotta e tutto il giardino segreto venne acquistato dalla famiglia di giardinieri e fiorai Masini, tutt'oggi proprietari del resto della villa. Durante la Seconda Guerra Mondiale, la Grotta subì vari bombardamenti al tetto. Solo un quarto dell'enorme casale oggi fa parte della Biblioteca Comunale del Quartiere 3 di Firenze.

## Descrizione
Si accede alla Grotta e a quello che resta del giardino da un vialetto, tramite un cancello su via del Paradiso, ornato da due obelischi, vasi in terracotta e due leoni in pietra. Se il giardino è stato ridotto, la Grotta è ancora esistente ed è stata fatta oggetto, nel 1998, di un minuzioso restauro, sebbene si sia perduto abbastanza il rapporto paesaggistico con la zona circostante.
La Grotta si ispira alla moda manierista-barocca dei ninfei, iniziata dalla Grotta del Buontalenti a Boboli. Attraverso una facciata a loggia ornata di mosaici colorati, si accede all'interno tramite una triplice apertura ad arco, di grande effetto teatrale. Il grande vano interno ha la volta completamente affrescata con un finto cielo attraversato da vari uccellini, che si staglia su fronde a imitazione degli alberi che un tempo si dovevano trovare tutt'intorno. L'illuminazione è garantita, oltre che dalle aperture d'ingresso, da un ampio oculo al centro della parete posteriore.
Al di sopra di un ampio vascone si erge un nicchione fastosamente decorato, con numerose specchiature lungo le pareti riempite di effetti a decorazione "rustica" e figure grottesche. Tra i numerosi "tartari" (le spugne rocciose facilmente trovabili in natura, fissate con ganci metallici) si nascondevano i condotti per l'acqua, che ricreavano l'effetto di numerose goccioline d'acqua come in una vera grotta. Con lo stucco sono stati imprigionati sulle superfici coralli, conchiglie di vario tipo, scorie di ferro, gocce di paste vitree o ceramiche, pietre di svariati colori, e ciottoli di fiume, chiamati anticamente "frombole".
Tra i soggetti rappresentati ci sono un drago tenuto in una grotta da un satiro, al quale un cane sta mordendo la zampa caprina; a sinistra un drago è accompagnato da un pastore, che gli indica qualcosa situato in alto. Nella nicchia centrale si trovava una statua di Venere e Adone, sparita durante la prima guerra mondiale e mai più ritrovata. Nelle pareti laterali le paraste creano tre grandi campiture, sormontate da un fregio con aquile a tutto tondo e mascheroni colorati che richiamano le maschere della commedia classica. Quattro panche corrono lungo le pareti, pure decorate fantasiosamente. Due getti d'acqua si trovano nel pavimento, i tipici "scherzi d'acqua" che divertivano i visitatori e sorprendevano i curiosi.
Dal 1942, quando i giardinieri e fiorai Masini acquistarono l'intera proprietà, la Grotta venne utilizzata inizialmente come sede-laboratorio per la lavorazione dei fiori e la costruzione di corone decorate, mentre successivamente (riprendendo il suo antico bisogno per cui era stata costruita e sempre privatamente) venne trasformata come sala-cucina per feste, compleanni, ricorrenze tradizionali, matrimoni, pranzi e cene di famiglia.